# カトリーヌ・ド・クルトネー
カトリーヌ・ド・クルトネー（フランス語：Catherine de Courtenay, 1274年11月25日 - 1307年10月11日）は、名目上のラテン帝国女帝（1283年 - 1307年）。ヴァロワ伯シャルルの2番目の妃となって1男3女を産み、そのうちの長女カトリーヌは名目上の女帝位を継承した。

## 生涯
カトリーヌは名目上のラテン帝国皇帝フィリップ1世・ド・クルトネーとベアトリス・ダンジューの間の唯一の子として1274年11月25日に生まれた。
1283年12月15日に父が死去し、カトリーヌは名目上のラテン帝国皇帝位を継承し、ギリシャのラテン諸邦において女帝として認められた。しかし、すでに1261年にそれらの都市はニカエア帝国に奪還されていた。
カトリーヌは結婚前に3回婚約している。1288年、最初に東ローマ帝国共治帝ミカエル9世パレオロゴスと婚約した。この婚約は東ローマ帝国においてラテン勢力が回復する脅威を減らし、ローマ教皇およびヨーロッパ君主との和解を期待し、ミカエル9世の父アンドロニコス2世パレオロゴスが提案したものであった。しかし、数年の成果のない交渉とフランス王の断固とした反対の後、1295年にこの婚約は破棄され、ミカエル9世はこの時にはすでにキリキア・アルメニア王女マリアと結婚していた。
1295年6月、2度目にアラゴン王ペドロ3世の息子フェデリーコと婚約した。この婚約にあたり、フェデリーコはシチリア王国に対する権利を放棄し、ラテン帝国の再征服に支援することを約束した。しかし、この婚約もフランス王が反対し、破棄された。
1299年1月24日、3度目にマヨルカ王ジャウメ2世の息子ジャウメと婚約した。カトリーヌとジャウメは近い血縁関係にあり、教皇ボニファティウス8世の特免状を必要としたが、教皇はそれを発行しなかった。ジャウメは、マヨルカの王位継承を辞退し、修道士になった。
最終的に、1301年2月28日にパリ近郊のサン・クルー修道院において、カトリーヌはフランス王フィリップ3世の息子ヴァロワ伯シャルルと結婚した。1301年4月23日、シャルルは名目上のラテン皇帝となった。カトリーヌは1307年10月11日に32歳でパリにおいて死去し、翌12日にモビュイソン女子修道院に埋葬された。最後のテンプル騎士団総長ジャック・ド・モレーは、カトリーヌの棺を担いだメンバーの一人であった。

## 子女
ヴァロワ伯シャルルとの間に4子をもうけた。
- ジャン（1302年 - 1308年） - シャルトル伯
- カトリーヌ（1303年 - 1346年） - 名目上のラテン女帝。ターラント公フィリッポ1世と結婚[1]。
- ジャンヌ（1304年 - 1363年） - ロベール3世・ダルトワと結婚
- イザベル（1305年 - 1349年）- フォントヴロー修道院女子修道院長